# Laurus azorica
Espèce
Synonymes
- Persea azorica Seub.[2] [3]

Statut de conservation UICN

 LC  : Préoccupation mineure
Laurus azorica, le Laurier des Açores,  est un arbuste à feuillage persistant et coriace de la famille des Lauracées, proche du Laurier sauce.

## Description
C'est un arbuste de forme conique qui peut avoir diverses tailles et formes, pouvant atteindre 10 à 18 m de haut.

## Aire de répartition
On le trouve dans l'archipel des Açores.